# Michaił Cykulin
Michaił Wasiljewicz Cykulin (ur. 1903 we wsi Ozierieckoje w powiecie twerskim w guberni twerskiej, zm. w sierpniu 1988 w Kalininie) – funkcjonariusz NKWD, wykonawca zbrodni katyńskiej.
Miał wykształcenie podstawowe, od 14 marca 1932 służył w OGPU, od 1941 w WKP(b). Od września 1938 do lutego 1939 strażnik komendantury Oddziału Administracyjno-Gospodarczego (AChO) Zarządu NKWD obwodu kalinińskiego, od lutego 1939 do października 1941 nadzorca i starszy nadzorca więzienia wewnętrznego Zarządu NKWD obwodu kalinińskiego. Wiosną 1940 brał udział w mordowaniu polskich więźniów z obozu w Ostaszkowa, za co 26 października 1940 został nagrodzony przez ludowego komisarza spraw wewnętrznych ZSRR Ławrientija Berię. W 1954 starszy nadzorca więzienia Zarządu KGB obwodu kalinińskiego w stopniu starszego sierżanta. Odznaczony Orderem Czerwonego Sztandaru (5 listopada 1954) i Orderem Czerwonej Gwiazdy (21 maja 1947).